# NAAA
NAAA (англ. N-acylethanolamine acid amidase) – білок, який кодується однойменним геном, розташованим у людей на короткому плечі 4-ї хромосоми.  Довжина поліпептидного ланцюга білка становить 359 амінокислот, а молекулярна маса — 40 066.
| 10         |  | 20         |  | 30         |  | 40         |  | 50         |
| ---------- |  | ---------- |  | ---------- |  | ---------- |  | ---------- |
| MRTADREARP |  | GLPSLLLLLL |  | AGAGLSAASP |  | PAAPRFNVSL |  | DSVPELRWLP |
| VLRHYDLDLV |  | RAAMAQVIGD |  | RVPKWVHVLI |  | GKVVLELERF |  | LPQPFTGEIR |
| GMCDFMNLSL |  | ADCLLVNLAY |  | ESSVFCTSIV |  | AQDSRGHIYH |  | GRNLDYPFGN |
| VLRKLTVDVQ |  | FLKNGQIAFT |  | GTTFIGYVGL |  | WTGQSPHKFT |  | VSGDERDKGW |
| WWENAIAALF |  | RRHIPVSWLI |  | RATLSESENF |  | EAAVGKLAKT |  | PLIADVYYIV |
| GGTSPREGVV |  | ITRNRDGPAD |  | IWPLDPLNGA |  | WFRVETNYDH |  | WKPAPKEDDR |
| RTSAIKALNA |  | TGQANLSLEA |  | LFQILSVVPV |  | YNNFTIYTTV |  | MSAGSPDKYM |
| TRIRNPSRK  |  |            |  |            |  |            |  |            |

A: Аланін

C: Цистеїн

D: Аспарагінова кислота

E: Глутамінова кислота

F: Фенілаланін

G: Гліцин

H: Гістидин

I: Ізолейцин

K: Лізин

L: Лейцин

M: Метіонін

N: Аспарагін

P: Пролін

Q: Глутамін

R: Аргінін

S: Серин

T: Треонін

V: Валін

W: Триптофан

Кодований геном білок за функцією належить до гідролаз. 
Задіяний у таких біологічних процесах як поліморфізм, альтернативний сплайсинг. 
Локалізований у лізосомі.